# خوان بريم
خوان بريم أي براتس (بالكتالونية: Joan Prim i Prats )، (ريوس، 6 ديسمبر 1814– مدريد، 30 ديسمبر 1870) الملقب بكونت ريوس، ماركيز ديل كاستيَخوس وفيكونت ديل بروتش. كان عسكري وسياسي ليبرالي إسباني في القرن التاسع عشر ثم حصل على منصب رئيس مجلس وزراء إسبانيا. في حياته العسكرية شارك في الحرب الكارلية الأولى وحرب إفريقيا، حيث أظهر براعته في القيادة والشجاعة والمجازفة. أصبح بعد ثورة 1868 واحداً من أكثر الرجال نفوذاً في ذلك الوقت حيث رعى تتويج آل سافوي لأماديو الأول ثم اغتيل بعد ذلك بوقت قصير.

## حياته
هو ابن العقيد بابلو بريم. شارك ضمن الوحدات العسكرية الحرة المعروفة باسم المتطوعين من أجل مساندة الملكة إيزابيل الثانية في عام 1834، وارتقى إلى رتبة عقيد خلال الحرب الكارلية ومنح شارتين في لقب الفروسية. بعد التهدئة في عام 1839، تم إرساله إلى المنفى بصفته تقدمي معارض لدكتاتورية الجنرال اسبارتيرو. إلا أنه في عام 1843 انتخب نائبا لمدينة طراغونة ودخل مدريد منتصرا برفقة الجنرال سيرانو بعد هزيمة الجنرال اسبارتيرو في بلدية بروتش. ثم قامت الوصية على العرش ماريا كرستينا بترقيته لرتبة لواء، وأعطته لقب كونت ريوس ولقب فيكونت ديل بروتش.
فشل الجنرال نارفيز رئيس وزراء إسبانيا في فهم ما تعنيه الحرية الدستورية، حيث أنه حكم على الجنرال بريم بالسجن لمدة ست سنوات في جزر الفلبين بسبب إظهاره لعلامات المعارضة. لكن هذا الحكم لم ينفذ، وبقي بريم منفيا في إنجلترا وفرنسا لحين صدور العفو العام في عام 1847. ثم عاد إلى إسبانيا وعمل كقائد عام في بويرتو ريكو (حاكم بويرتو ريكو) وبعد ذلك عمل رئيسا للجنة العسكرية أمام السلطان العثماني خلال حرب القرم. انتخبته السلطة التشريعية في عام 1854، وقدم دعمه للجنرال أودونيل الذي قام بترقيته إلى رتبة فريق في عام 1856.
أظهر براعته في القتال خلال الحرب الإسبانية المغربية وخصوصاً في مدينة الفنيدق وشاطئ الرأس الأسود ونهر مرتيل وكامبامنتو في عام 1860 الأمرالذي جعله يحمل لقب ماركيز دي لوس كاستييخوس ولقب أمير من أمراء إسبانيا.
انُتخب أماديو (دوق أوستا) ملكا لإسبانيا في 6 نوفمبر 1870، وعندما غادر الجنرال بريم قاعة السلطة التشريعية في 28 ديسمبر، أصيب بعيار ناري على يدي مجهولين ثم لقي حتفه بعد ذلك بيومين وبقي أولاده تحت وصاية الدولة.
وبعد تلك الحادثة بثلاثة أيام أقسم الملك أماديو الأول بحضور جثمان الجنرال بريم على الالتزام بالدستور الإسباني الجديد. والسبب الحقيقي وراء اغتيال بريم هو أنه قام بالبحث في جميع الأنظمة التشريعية الأوروبية في ذلك الوقت محاولاً العثور على العاهل الذي لا يعترض على انتخابه ديمقراطيا. ونقلاً عن قوله «البحث عن العاهل الديمقراطي في أوروبا أشبه بمحاولة العثور على ملحد في الجنة» وكان أماديو سافوي مؤهلاً لهذا المنصب أكثر من غيره.

## معرض صور

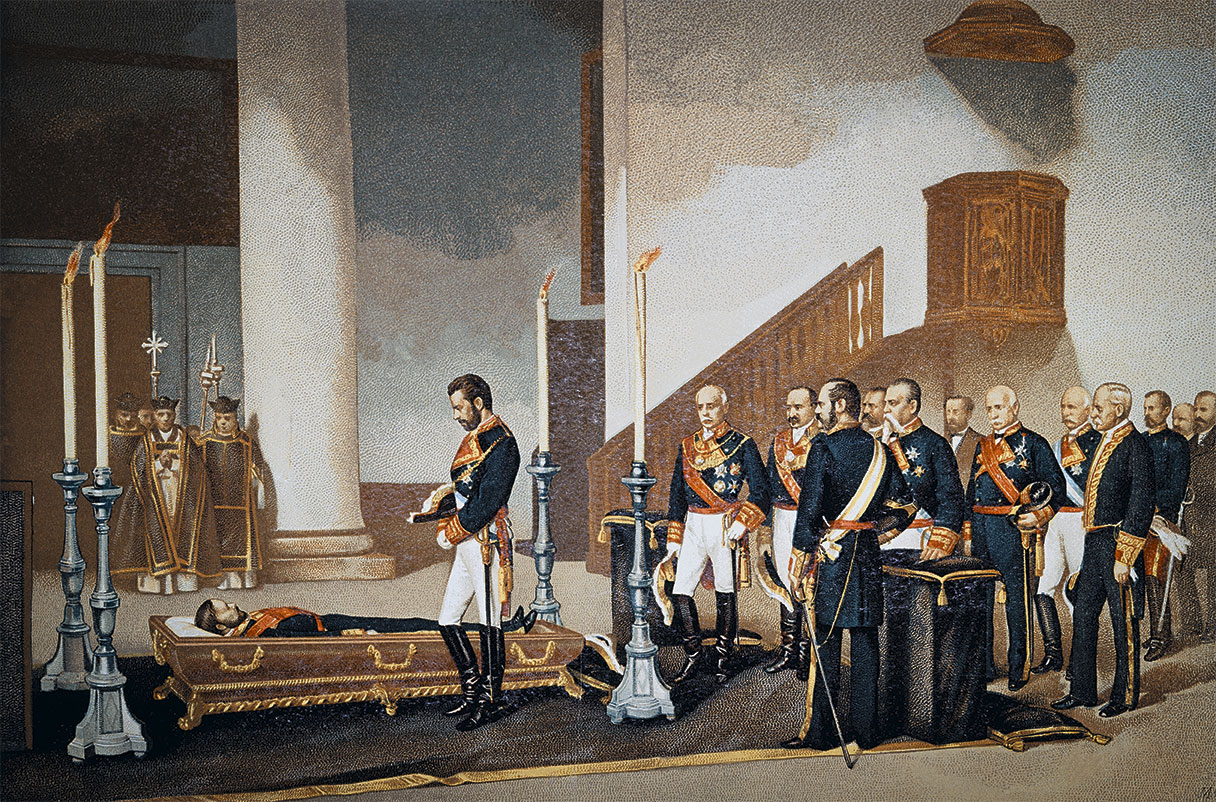
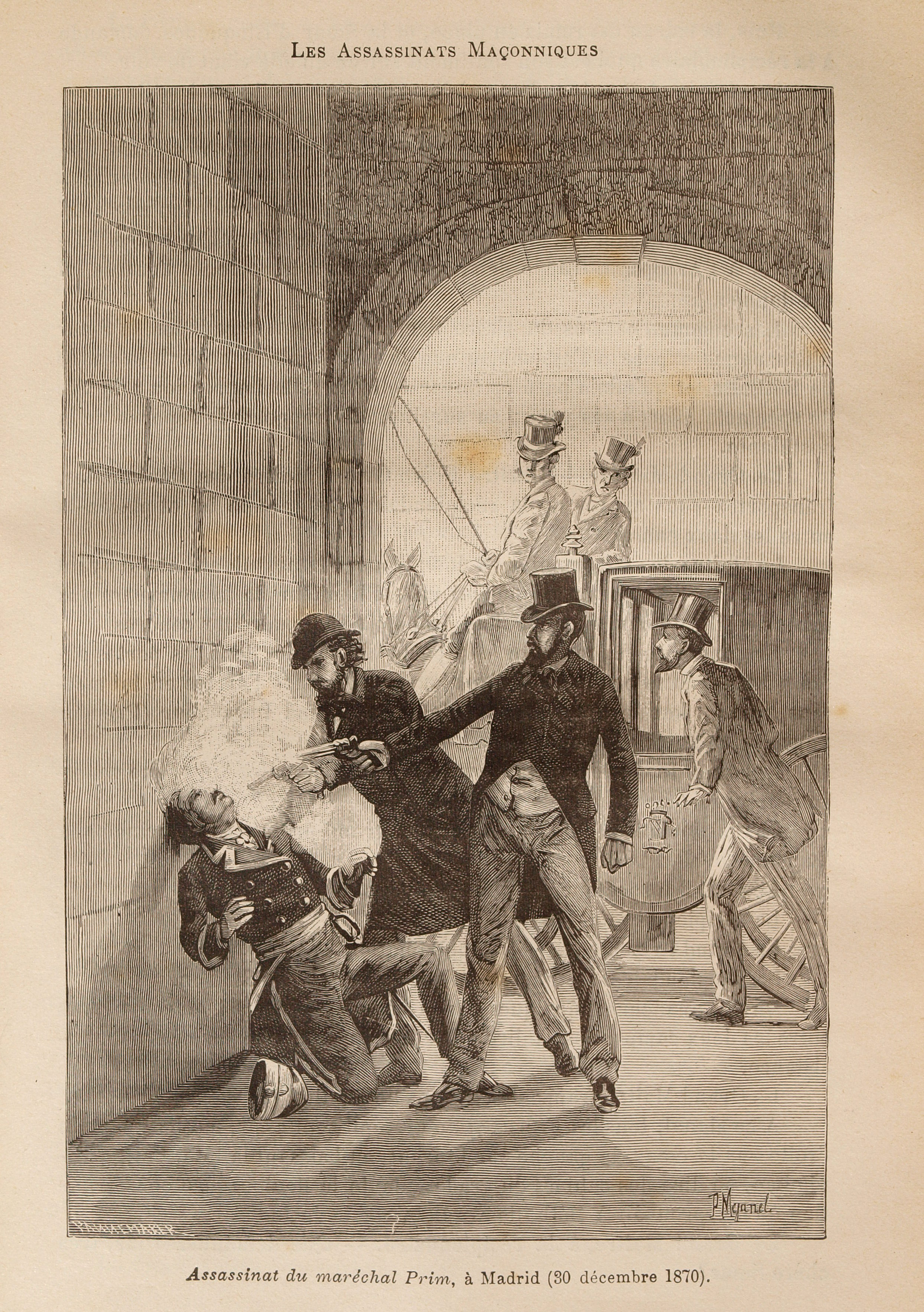
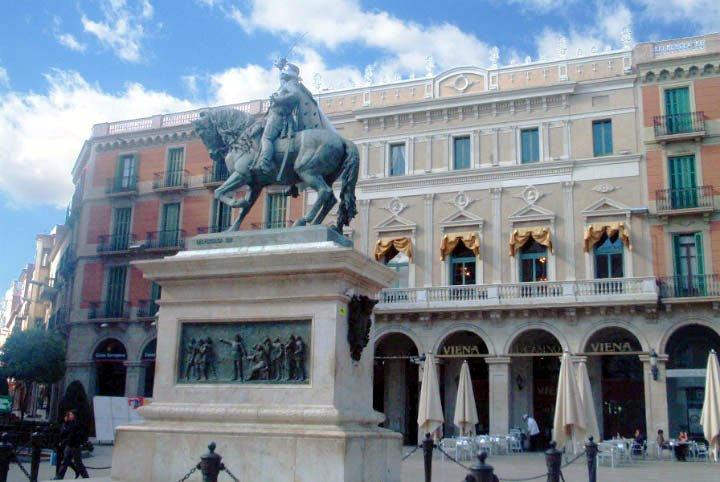

## روابط خارجية
- خوان بريم على موقع الموسوعة البريطانية (الإنجليزية)